# George FitzClarence, 1. Earl of Munster

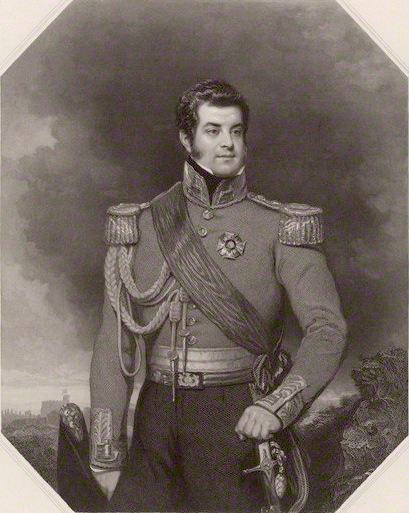
Richard Austin Artlett: George FitzClarence, 1. Earl of Munster, 1839

George Augustus Frederick FitzClarence, 1. Earl of Munster (* 29. Januar 1794 in London; † 20. März 1842 ebenda) war britischer Peer und Offizier.

## Leben
George war der älteste illegitime Sohn des Duke of Clarence, Earl of Munster, und späteren Königs Wilhelm IV. (1765–1837) und seiner langjährigen Mätresse, der Schauspielerin Dorothea Jordan (1761–1816). Die Kinder aus der Liaison bekamen den Familiennamen FitzClarence. George bekam seinem Stand entsprechend eine gute Ausbildung, besuchte eine Privatschule in Sunbury in Surrey und absolvierte eine Kadettenausbildung an der Royal Military Academy in Great Marlow, Buckinghamshire.
1807 trat er als Cornet des 10th (Prince of Wales’s Own) Regiment of (Light) Dragoons in die British Army ein. Er nahm 1808/09 und 1813/14 am Napoleonischen Krieg auf die Iberischen Halbinsel teil und wurde dabei zweimal verwundet. Nach Konflikten mit seinem Vorgesetzten wurde er zum 24th Regiment of Light Dragoons nach Indien strafversetzt und diente dort im Marathenkrieg. Nachdem sein Bruder 1817 in Indien gestorben war, wurde er nach England zurückgesandt. Er absolvierte die Reise auf dem Landweg und veröffentlichte darüber den Reisebericht Journal of a route across India and through Egypt to England, in the latter end of 1817 and the beginning of 1818. In der Heimat wurde er daraufhin als Fellow in die Royal Society, Royal Geographical Society, Antiquarian, Royal Astronomical Society, Geological Society of London und der Royal Asiatic Society. Er blieb in der Armee, wurde 1819 zum Brevet-Lieutenant-Colonel befördert und nacheinander zu den 14th Light Dragoons, 6th Dragoon Guards (Carabiniers) und 1825 zu den Coldstream Guards versetzt. Im Dezember 1828 wurde er unter Halbsold vom aktiven Dienst freigestellt. Von 1831 bis 1833 amtierte er als Lieutenant of the Tower.
1831 verlieh ihm sein Vater die erblichen Adelstitel Earl of Munster, Viscount FitzClarence und Baron Tewkesbury. Die Verleihung erfolgte mit dem besonderen Zusatz, dass der Titel in Ermangelung eigener Nachkommen auch an seine Brüder Frederick, Adolphus und Augustus, sowie deren männliche Nachkommen vererbt werden können. Mit den Titeln war ein Sitz im House of Lords verbunden. 1833 nahm ihn sein Vater ins Privy Council und als Knight Grand Cross in den Guelphen-Orden auf. Er amtierte von 1833 bis zu seinem Tod als Constable of Windsor Castle und war von 1837 bis 1841 Königlicher Berater seiner Cousine, Königin Victoria. 1841 wurde er zum Major-General befördert und erhielt das Kommando über den Heimatverteidigungsdistrikt Plymouth.
In der Nacht des 20. März 1842 erschoss sich Lod Munster in der Bibliothek seines Hauses am Belgrave Square in London. Er wurde in der Gemeindekirche von Hampton bestattet.

## Ehe und Nachkommen
Am 18. Oktober 1819 heiratete George FitzClarence in London Maria Wyndham (1800–1842), illegitime Tochter von George Wyndham, 3. Earl of Egremont, und seiner Mätresse und späteren Ehefrau Elizabeth Ilive. Aus der gemeinsamen Verbindung gingen sieben Kinder hervor:
- Lady Adelaide Georgiana FitzClarence (1820–1883);
- Lady Augusta Margaret FitzClarence (1822–1846) ⚭ 1844 Baron Philip Knut de Bonde;
- William FitzClarence, 2. Earl of Munster (1824–1901) ⚭ 1855 Lady Wilhelmina Kennedy-Erskine;
- Hon. Frederick Charles George FitzClarence (1826–1878) ⚭ 1856 Lady Adelaide Augusta Willhelmina Sydney;
- Lady Mary Gertrude FitzClarence (1832–1834);
- Hon. George FitzClarence (1836–1894) ⚭ 1864 Lady Maria Henrietta Scott;
- Hon. Edward FitzClarence (1837–1855), gefallen im Krimkrieg.